# Vyatskaya Peak
Der Vyatskaya Peak (russisch Гора Вяткая Gora Wjatkaja, deutsch ‚Wjatkaberg‘, norwegisch Vjatskajatoppen) ist ein 2455 m hoher Gipfel am nördlichen Ende des Skavlrimen in den Weyprechtbergen der Hoelfjella im ostantarktischen Königin-Maud-Land.
Entdeckt und anhand von Luftaufnahmen kartiert wurde der Berg bei der Deutschen Antarktischen Expedition (1938–1939) unter der Leitung Alfred Ritschers. Teilnehmer einer von 1960 bis 1961 durchgeführte Antarktisexpedition benannten ihn vermutlich nach dem russischen Fluss Wjatka. Das Advisory Committee on Antarctic Names überführte die russische Benennung 1970 ins Englische.